# Re Rosso (Alice nel Paese delle Meraviglie)
Il Re Rosso è un personaggio inventato da Lewis Carroll, apparso per la prima volta in Attraverso lo specchio e quel che Alice vi trovò.

## Il personaggio
Poiché l'intera storia narrata nel libro è l'allegoria di una partita a scacchi, il Re Rosso rappresenta l'omonimo pezzo della fazione avversaria a quella in cui gioca Alice, inizialmente in qualità di pedone. Marito della Regina Rossa, a differenza della sua controparte bianca, passa l'intera partita profondamente addormentato, mentre la sua consorte è impegnata nella sua famosa corsa.
Alice incontra il Re Rosso poco dopo aver conosciuto Tweedledum e Tweedledee: lo vede profondamente addormentato nel folto del bosco in cui si è persa. I due gemelli avvertono Alice di non svegliarlo per alcuna ragione, poiché ella in realtà esiste solo nel sogno del Re Rosso: se dovesse svegliarsi, lei sparirà nel nulla. Questo porta la povera Alice a dubitare perfino della sua stessa esistenza, salvo poi bollare l'ammonizione dei due personaggi come una sciocchezza.
Il Re Rosso non compie alcuna azione, né compare in altri capitoli fino alla fine della storia, che si conclude quando Alice riesce a dargli scacco matto. Poco dopo, tuttavia, la bambina si chiede se la sua avventura sia avvenuta davvero in un suo sogno, o se non sia stato il Re Rosso a sognare lei che sognava l'avventura.

### Analisi
Tra i personaggi di Attraverso lo specchio, il Re Rosso è probabilmente quello che presenta la simbologia più complessa da sciogliere. Martin Gardner suggerisce che, poiché i personaggi del romanzo personificano i vizi umani, egli possa rappresentare l'accidia e l'indolenza, in contrasto con l'eccessivo dinamismo incarnato da sua moglie. Il rovesciamento dei ruoli uomo/donna aveva già caratterizzato il Re di Cuori del libro precedente.
Un'altra ipotesi, altrettanto suggestiva, è che il Re Rosso rappresenti l'autore, nel quale si rispecchierebbe addirittura Dio: così come la storia sarebbe frutto del suo sogno/immaginazione, così gli esseri umani esisterebbero soltanto nelle intenzioni della divinità. Il sogno del Re Rosso e quello di Alice in realtà sarebbero sovrapponibili, e il risveglio dell'uno coinciderebbe con quello dell'altra.
Potrebbe inoltre esserci una spiegazione più semplice (ma non per questo meno affascinante) che implicherebbe un certo valore morale nell'incontro tra Alice e il Re Rosso: poiché i pezzi rossi incarnano dei sentimenti negativi (boria, superbia, arroganza), il fatto che Alice dia scacco al loro Re mentre questi è talmente disinteressato al gioco simboleggerebbe la vittoria dei sentimenti positivi, incarnati dalla protagonista. L'episodio sarebbe dunque da leggere come una versione approfondita de La lepre e la tartaruga.

## In altri media
Il Re Rosso è assente nella maggior parte degli adattamenti dei libri di Alice, con alcune eccezioni:
- Nel film TV del 1999 il Re Rosso fa una fugace comparsa in una scena identica a quella narrata nel libro; viene inoltre specificato che egli sia fratello del Re di Cuori. I due personaggi sono in effetti interpretati dallo stesso attore, Simon Russell Beale.
- In Alice in Wonderland (2010) il Re Rosso non compare, ma la Regina Rossa (Helena Bonham Carter) lascia intendere di averlo fatto decapitare a causa della propria gelosia e del timore che lui la tradisse con sua sorella, la Regina Bianca.
- In C'era una volta nel Paese delle Meraviglie, spin-off della serie C'era una volta ambientato nel mondo di Alice, il Re Rosso (Garwin Sanford) è un sovrano del Paese delle Meraviglie, in contrasto con la Regina di Cuori (Barbara Hershey), che si interessa ad Anastasia, l'amante di Will Scarlet. Anastasia tradisce Will per sposare il Re Rosso, diventando così la Regina Rossa.
- Nel videogame American McGee's Alice il Re Rosso è un boss, presentato come il sovrano del Regno Rosso. Viene visto per la prima volta guidare un assalto contro il Regno Bianco, che porta alla cattura e all'esecuzione della Regina Bianca. Per raggiungere il passaggio verso il regno della Regina di Cuori, Alice deve sconfiggere il Re Rosso e trasportare una delle pedine bianche sulla sua scacchiera, permettendole di diventare una nuova Regina Bianca.